# オ・セミ
オ・スンア（吳丞芽、1988年 9月13日-  ）は大韓民国の俳優、歌手、YouTuberである。以前はオ・セミとして活動していた。

## 生涯
1988年9月13日、ソウル特別市 松坡区 バン・イドンで生まれた彼女は、本館は華順所属の7人組ガールグループRAINBOW (音楽グループ)のメンバー。
練習生時代のKARAとRAINBOW (音楽グループ)の中から、本人がデビューするチームを選ぶ機会があった。

## 来歴
- 2001年〜2004年 三輪中学校
- 2004年〜2007年 昌徳女子高校
- 2007年〜2011年 世宗大学映画芸術学科学士
- 2011年〜2016年グループRAINBOW (音楽グループ)メンバー
- 2011年ソウルキャラクターライセンスフェア広報大使
- 2019年ハッピーエンジェル広報大使
- 2021年 119ウォンの奇跡広報大使

## 出演

### テレビドラマ
- 私はチャン・ボリ!（MBC、2014年）- チェ・ユラ役
- ピノキオ（SBS、2014年-2015年）- ニュースレポーター役（特別出演）
- その女の海（KBS、2017年）- ユン・スイン役（主演）
- 大君〜愛を描く（TV朝鮮、2018年）- 大妃キム氏役
- 秘密と嘘（MBC、2018年）- シン・ファギョン/パク・ソンジュ役（主演）

・悪い愛　(MBC、2019年-2020年)NOYUファッションチーフデザイナーファン・ヨンス	役
- 結婚作詞 離婚作曲（KBS、2021年）- イ・ヨンヒ役
- 二番目の夫（MBC、2021年）- ユン・ジェギョン/コ・ジェギョン役
- 紳士とお嬢さん（KBS、2021年-2022年）- アン・ジミン役（特別出演）
- 台風の新婦（KBS、2022年-2023年）- カン・パダ役

### バラエティ
- 覆面歌王（キング・オブ・マスク・シンガー）（2020年6月28日放映分）- ゲスト出演

## 受賞
- 2017年 KBS演技対象 デイリーポール女性優秀賞、『あの女の海』
- 2018年 MBC演技対象 女性新人賞、『秘密と嘘（大韓民国のドラマ）』